# Evelyna Rodríguez
Evelyna Rodríguez (Mao, Valverde; República Dominicana, 26 de agosto de 1985) es una actriz y presentadora de televisión dominicana.

## Carrera
Actualmente trabaja en varias producciones, tanto en Estados Unidos como en Latinoamérica . Su mayor éxito hasta ahora es la película ¨Ladrones " , producida por Pantelion Films y dirigida por Joe Menendez donde comparte escenas con Fernando Colunga y Eduardo Yañez .
En el 2010, participó en el filme ¨Affaires étrangères¨ dirigida por Vincenzo Maranol , la cual fue presentada en Francia y vista por más de 7,5 millones de espectadores
En el 2010 también participó en las series "Límite de la Realidad" y "los Medicasos". 

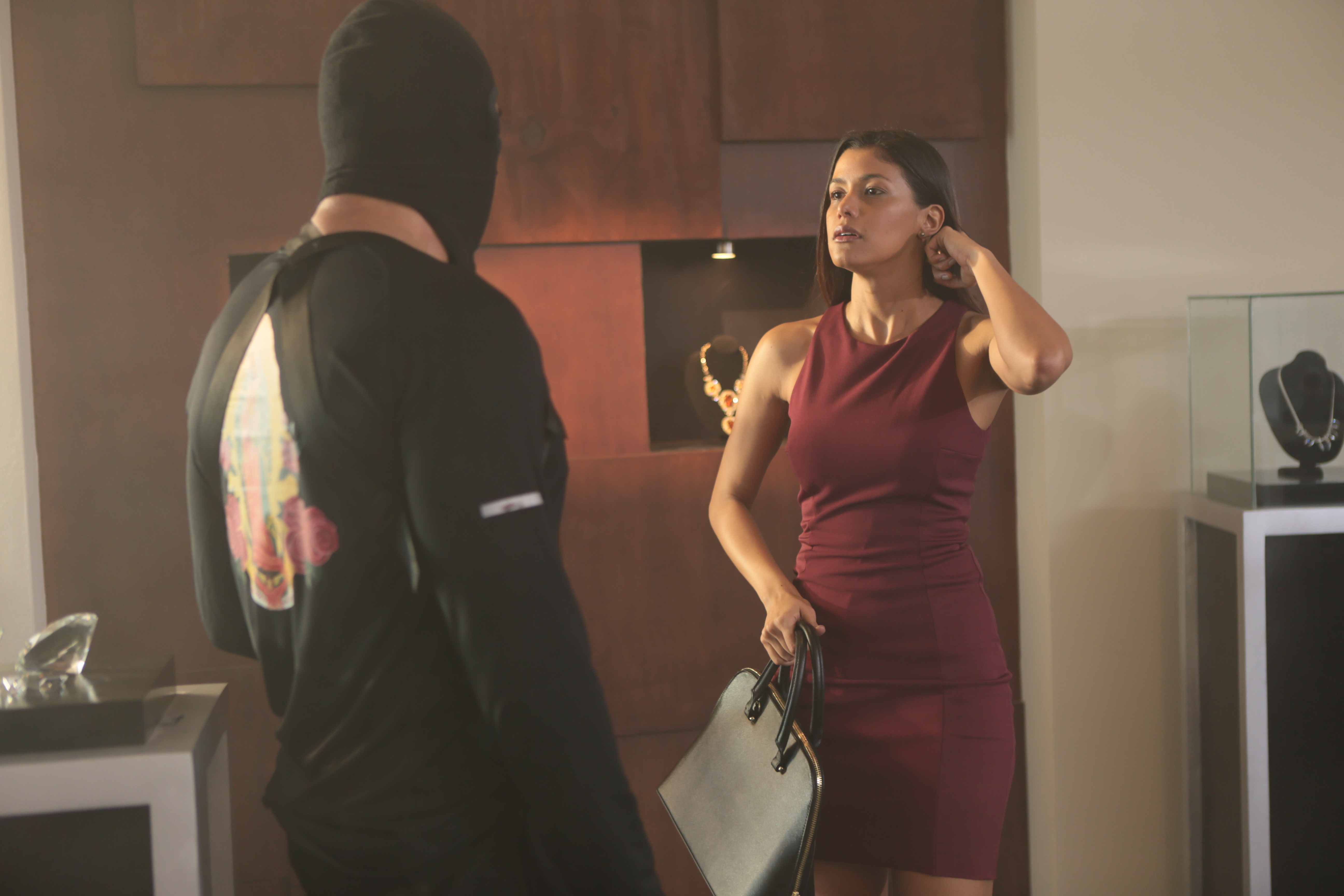
Escena de Ladrones Junto a Eduardo Yáñez.

En el 2012 formó parte de la película ¨Los Súper¨, dirigida por Bladimir Abud; en el que interpreta a una reportera de noticias llamada Elena Polanco.
Su primer protagónico en la película Feo de día, Lindo de noche junto a Fausto Mata y Frank Perozo y dirigida por Alfonso Rodríguez, estrenada el 13 de septiembre de 2012, obtuvo récords de asistencia en República Dominicana.
En el mismo año participó en la película ¨Jaque Mate film ¨, interpretando a la Agente Díaz y dirigida por José María Cabral

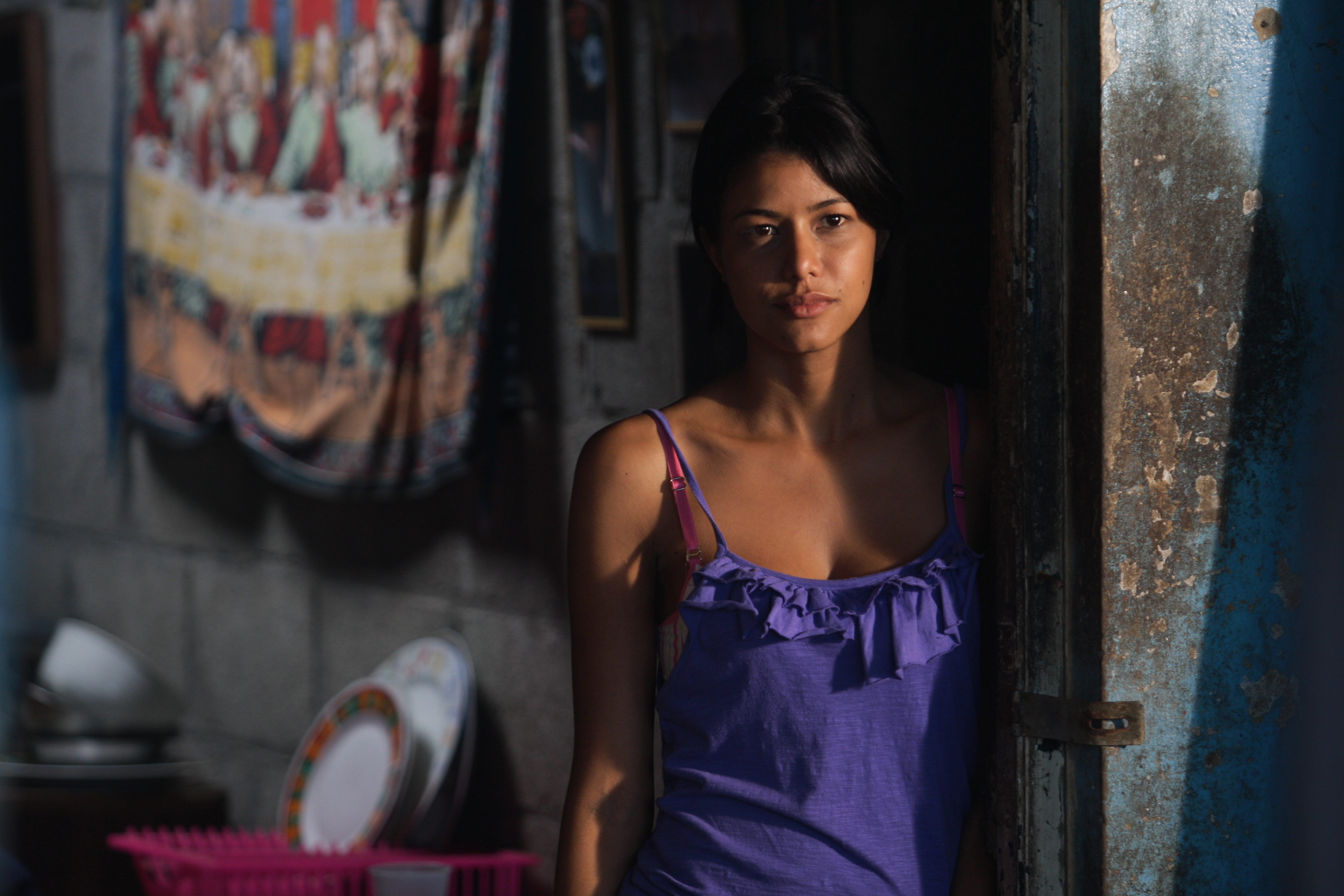
Escena de Affaires étrangéres

En enero de 2014, participó en la producción ¨Vamos de Robo¨, de Roberto Ángel Salcedo.
En mayo de 2014, presentó ¨La Extraña¨ del director francés Sergio Gobbi y César Rodríguez , en la cual compartió el rol principal con el actor Frank Perozo y por ello fue nominada como Mejor Actriz en premios Soberano 2015.
En junio de 2014 estrenó la película Quiero ser Fiel dirigida por Joe Menéndez, con los actores Valentino Lanús, Saúl Lisazo, Dulce María, Sandra Echeverría, entre otros
En 2016, trabajó en la producción dominicana "La Familia Reyna" y por ello fue galardona en Premios La Silla como mejor actriz de reparto.

## Filmografía

### Cine
| Año  | Título                     | Personaje     |
| ---- | -------------------------- | ------------- |
| 2008 | Todo bien                  |               |
| 2008 | Al fin y al cabo           | Mayra         |
| 2010 | Affaires étrangères        | Rosa          |
| 2010 | El limite de la realidad   | Lorena        |
| 2012 | Jaque Mate!                | Agente Díaz   |
| 2012 | Feo de día, lindo de noche | Maribel       |
| 2013 | Los super                  | Elena Polanco |
| 2014 | La extraña                 | Rosa          |
| 2014 | Persiguiendo un sueño      | Zoe           |
| 2014 | Quiero ser fiel            | Miranda       |
| 2015 | Ladrones                   | Maribel       |
| 2016 | La Familia Reyna           | Maria         |
| 2017 | Colao                      | Gina          |
| 2020 | La última esposa           |               |
| 2020 | Breicok                    | Elena Ramírez |
| 2021 | No es lo que parece        | Mariela       |

## Teatro
- Mis 3 suegras (2011)
- La estrategia (2014)
- Relatos salvajes cómicos (2014-2015)
- Mi EX- lo hace Mejor (2017)
- La gemela de mi Mujer (2017)
- Tres (2018)
- Margaritas con sabor a pólvora (2019)
- Esta noche me embarazo (2019)

## Enlaces
- Sitio web
- YouTube
- IMDb
- En Instagram

- Datos: Q25405313
- Multimedia: Evelyna Rodríguez (República Dominicana) / Q25405313